# 冷川小粹
冷川 小粹（ひやかわ こいき、12月19日 - ）は、長崎国際テレビのアナウンサー兼長崎県警担当記者。

## 来歴
福岡県福岡市出身。大学在学時には、福岡放送運営のアナウンススクール『FBSアナウンスカレッジ』に通っていた。また福岡在住の現役女子大生ライターとして、一度だけ『ウォーカープラス』のレポートを担当したことがある。
2023年に長崎国際テレビに入社し、同局のアナウンサーになる。

## 担当番組
- NNNストレイトニュース ローカルパート[1]
- news every. 長崎[6]
- news every. サタデー ローカルパート
- Vタイムズ[7]
- 年末スペシャル 乗りたい！行きたい！すすりたい！出発！新幹麺 2・3（2023年12月30日、2024年12月28日）[8][9]